# Manila Sporting Club
Il Manila Sporting Club, noto anche come All Manila, è stata una società di calcio filippina, con sede a Manila. 

## Storia
Fu una delle prime società calcistiche delle Filippine, allora territorio degli Stati Uniti d'America, e si aggiudicò il primo campionato di calcio filippino nel 1911.

## Palmarès

### Competizioni nazionali[2]
- Campionato di calcio filippino: 1

1911